# Fuentepelayo
Fuentepelayo er en by og kommune i det centrale Spanien i provinsen Segovia. Den har et indbyggertal på 772 (2024) indbyggere.